# Gambusia bucheri
Gambusia bucheri — вид прісноводних живородних коропозубоподібних риб родини Пецилієвих (Poeciliidae).

## Поширення
Вид є ендеміком острова Куба. Зустрічається у провінції Орьєнте.

## Опис
Дрібна рибка, 2,5-3,5 см завдовжки.